# プーカ
プーカ は、ケルトの神話・伝説に伝わる妖精（フェアリー）あるいは妖魔の一種。
アイルランドの伝承のプーカ（アイルランド語: púca, pooka, phouka, púka）もあるが、 ウェールズの伝承でもプーカ（ウェールズ語: pwca, pwwka）という妖精が信仰されてきた。カナ表記は同じでも、これらはいちおう区別される。

## 同類
コーンウォル語にもこれらに相当するブッカの言い伝えがある。マン島のバゲーン（またはボゲードン）も同じ系統である。
チャンネル諸島でも、プーク（ガーンジー島方言・ジャージー島方言: pouque）と呼ばれている。そのため、この地元ではクロムレックのことを pouquelée, pouquelay(e) と呼ぶ風習がある。 ブルターニュ地方では、プールピケ(?) poulpiquet, polpegan と呼ばれる。

## 性悪・性善説
プーカは、人間に害をもたらす存在とも、恩恵をもたらす存在とも伝わる。妖精学の大家トマス・カイトリーも、「プーカについての認識はじつにあやふやなものである」としており、多くを語らないが、同志のトマス・クロフトン・クローカーが、キラーニー近くの山に住む少年から採集した、次のような話を紹介している:
「年寄りの人は、プーカは昔いっぱいいたもんだ、とよく言っていました。.. プーカは性悪で、見た目が黒く、悪いモノでした。..鎖をまわりに垂れ下げた野生の若い牡馬'の姿でやってくるんです。で、うとい旅人にずいぶん悪さをするんです」

またブラックベリーの季節が終わる頃になると実が傷むのはプーカの仕業であり、子供たちに「熟れ爛れたブラックベリーはもう食べちゃだめよ」と教える風習があったという。
しかし逆にプーカが人間を手助けする伝承もあると、ジェイン・ワイルド（オスカー・ワイルドの母親）の著作ではされており、次のような物語が所収される：
ある農夫の息子パドリグ(Phadraig。パトリックのアイルランド形)が、ある日、目に見えないプーカが通り過ぎるのを感じ取り、外套(コート)をさしあげたいから、こちらにおいで、と呼びかける。プーカは若い牡牛の姿でやってきて、供物を受け取り、今晩、古びた粉ひき小屋までやって来な、といいつける。そのとき以来、プーカたちが夜中ひそかにやってきて、穀物の袋を置いておくと、いつのまにか粉に挽いておいてくれるようになった。パトリックは、最初の晩は寝てしまい、起きてからプーカの仕業に気が付いのだが、のちに、櫃の中に隠れてプーカの仕事ぶりを目にした。ある日、パトリックは、ぼろをまとうプーカが不憫になって、シルクのスーツをあつらえて置き残してやった。そうすると、思いのほか、プーカはこんな紳士の格好をしたからにゃ、少し世界を見て回らなにゃ、と言って、それ以降、仕事はせずにいなくなってしまった。しかしプーカのおかげでかなりの蓄財をした農夫は楽隠居し、パトリックは学問を修めさせ、めでたく結婚した。その式の日に、ひそかに黄金の杯を置かれてあったが、それがプーカの贈り物と何の疑いもなく飲み干すと、幸福にめぐまれたという。

## プーカの変身
プーカは変身が巧みで、さまざまな恐るべき形態をとると考えられていた。最も多くの場合、流れるようなたてがみと輝く黄の眼を持つ、つやつやとした黒馬の姿をとったが、他にも鷲の姿になることもあれば、大きな黒山羊の姿を借りることもあった。この名の語源は古アイルランド語 poc（牡山羊）と同じである。

マン島のグラシュティンは、水馬でもあり人間の姿にも扮するという妖魔であり、プーカとの共通点がみられるが、ただし馬の耳を隠すことができないという。スコットランドの水馬ケルピーも人間の姿で現れる。一方、アイルランド伝承の水馬オヒシュキは、もっぱら馬の姿で目撃される。

## プーカの魔力
プーカはフェアリーの中でも最も恐ろしいものと考えられている。姿の恐ろしさなどというのは序の口で、恐れられた最大の理由はこのフェアリーの持つ力である。プーカは夜、旅人達を待ち伏せると言われている。もしその背中に放り上げられると、最良の場合でもそれは命をかけた乗馬になる。戻って来た時、旅人達は別の姿に変わっており、二度と元の姿に戻ることはできない。プーカには人間の言葉を話す能力があり、プーカをないがしろにした、あるいは怒らせようとしたと思う相手を家から誘い出し、獲物として背中に乗せると言われている。うまく出現することができない場合は、柵を破る、家畜を切り裂くなどの破壊行為に及ぶ。

## プーカと暮らし
伝統的にプーカは農事暦と関係づけられている。プーカはケルトにおける異教的な（←キリスト教からみて。ペイガニズム参照）収穫を感謝する三番目の祭、すなわち作物を収穫し終えたときの祭と結びついている。農場に残ったものはすべて puka （フェアリーによってしおれさせられたもの）と考えられ、だからこそ食べられないのである。土地によっては、飢えたプーカを宥めるために若干の作物を残しておくこともある。ともあれ、11月1日はプーカの日で、その日だけはプーカもおとなしくしていると思われている。
地域によっては、プーカは恐怖より尊敬の対象として扱われている。しかるべく敬意を払えば、出会った人に幸運をもたらすという。プーカは山や丘のフェアリーだが、それらの地域では11月1日になると姿を現し、予言や警告を与えてくれるという。

## 派生作品
ウィリアム・シェイクスピア作の戯曲夏の夜の夢でも有名なパック(Puck)は、このプーカに由来するとされるが、ウェールズ伝承のものを原型とみる説が有力である。
他の多くの強力な神話上の生物と同じく、21世紀になると、プーカも骨抜きの目にあってしまった。今日のメディアの手にかかると、恐るべきプーカも無害で恥ずかしがりで薄ら馬鹿な庭の精になってしまう。ゾウムシ食い.
アメリカ合衆国の人々はこの種の腑抜けなプーカにしか親しんでいないらしい。脚本家メアリー・チェイスのブロードウェイ舞台作『ハーヴェイ』(1944年。1950年にハリウッドで映画化)では、プーカは目に見えない6フィート3.5インチのウサギの姿をしている。プーカは往年の日本製テレビゲーム『ディグダグ(Dig Dug)』のキャラクターでもある。また、妖精ネタのロールプレイングゲームChangeling: The Dreamingのキャラクターにおけるクラスにもなった。